# Brenda Fruhvirtová
Brenda Fruhvirtová (* 2. April 2007 in Prag) ist eine tschechische Tennisspielerin. Sie ist die jüngere Schwester von Linda Fruhvirtová, die ebenfalls Tennis spielt.

## Karriere
Bereits im frühen Alter feierte sie große Erfolge durch den Gewinn namhafter Turniere. Als 10-Jährige triumphierte sie 2017 beim U12 Eddie Herr. Seit 2019 spielt sie auf der Juniorinnentour der ITF. Im Folgejahr konnte sie bereits zwei Turniere der unteren Kategorien J2 und J3 im Einzel gewinnen und 2021 waren es deren fünf. Darunter Turniere der höheren Kategorie J1 College Park, J1 Charleroi-Marcinelle und J1 Vrsar.
Am 21. Dezember 2021 gab sie beim WTA-Challenger-Turnier in Seoul ihren Einstand bei einem Profiturnier, nachdem sie von der Organisation eine Wildcard im Einzel erhalten hatte. In der ersten Runde schlug sie Moon Jeong mit 6:0 und 6:1, in der zweiten Runde verlor sie gegen Yūki Naitō mit 4:6, 2:6.
Ihre ersten zwei Titeltriumphe bei Damenturnieren der ITF Women’s World Tennis Tour feierte sie am 6. und 13. Februar 2022 im argentinischen Tucumán. Sie wurde damit die erste Spielerin seit sechs Jahren, der es mit 14 Jahren gelang, ITF-Titel zu gewinnen. Zuletzt war das Claire Liu 2015 gelungen und in den letzten 25 Jahren lediglich 21 Spielerinnen. Anschließend erhielt sie eine Wildcard für die Qualifikation des WTA-Turniers Abierto Akron Zapopan 2022 in Guadalajara in Mexiko. Hier schlug sie die ehemalige Nr. 5 der Weltrangliste Sara Errani in drei Sätzen und Leonie Küng glatt in zwei Sätzen. Durch diese Siege sicherte sie sich am 19. Februar 2022 ihre erste Teilnahme im Hauptfeld eines WTA-Turniers. Damit war sie auf diesem Niveau die jüngste Spielerin seit 2009, als Madison Keys mit ebenfalls 14 Jahren dies bei den MPS Group Championships 2009 in Ponte Vedra Beach gelang. In der ersten Runde des Turniers verlor Brenda Fruhvirtová jedoch gegen Sloane Stephens, Siegerin von US Open 2017 und im Jahr 2018 Nr. 3 der Weltrangliste. Ende Juni 2022 gewann Brenda Fruhvirtová im Finale des ITF-Turniers in Klosters in der Schweiz gegen ihre Landsfrau Michaela Bayerlová und sicherte sich damit den dritten ITF-Titel.  Bis Ende September gewann sie fünf weitere ITF-Turniere. Am 28. September 2022 belegte sie in der WTA-Weltrangliste den 128. Platz.
Im März 2023 gewann Brenda Fruhvirtová im indischen Bangalore ihren neunten ITF-Titel, dabei den ersten bei einem höherdotierten W40-Turnier. Im Finale besiegte sie Ankita Raina 0:6, 6:4, 6:0, nachdem sie im zweiten Satz 0:3 zurückgelegen hatte. Mit dem Gewinn des W60 Turniers Boso Ladies Open Hechingen 2023 wurde sie zur ersten Spielerin in der Geschichte der ITF, der es gelang vor ihrem 17. Geburtstag 10 Einzelsiege zu erringen. Durch den Sieg im Finale des ITF-Turniers in Oldenzaal (Niederlande) am 3. September 2023 erhöhte Brenda Fruhvirtová die Anzahl ihrer ITF-Titel auf 12. Bis Ende November 2023 kamen noch weitere 3 Titel hinzu, zuletzt im mexikanischen Guadalajara, wo sie im Finale die Ukrainerin Walerija Strachowa schlug. Gegenwärtig kann die 16 Jahre alte Tennisspielerin bereits 15 ITF-Titel vorweisen und nimmt in der Weltrangliste den 109. Platz ein. 
In der Tennis-Bundesliga spielte sie im Jahr 2021 für den TEC Waldau.

## Turniersiege

### Einzel
| Nr. | Datum              | Turnier                  | Kategorie | Belag | Finalgegnerin             | Ergebnis         |
| --- | ------------------ | ------------------------ | --------- | ----- | ------------------------- | ---------------- |
| 1.  | 6. Februar 2022    | Tucumán                  | ITF W25   | Sand  | Carolina Alves            | 6:3, 6:3         |
| 2.  | 13. Februar 2022   | Tucumán                  | ITF W25   | Sand  | Paula Ormaechea           | 6:3, 1:6, 6:4    |
| 3.  | 26. Juni 2022      | Klosters                 | ITF W25   | Sand  | Michaela Bayerlová        | 7:5, 7:5         |
| 4.  | 14. August 2022    | Danderyd                 | ITF W25   | Sand  | Mona Barthel              | 6:1, 6:3         |
| 5.  | 21. August 2022    | Mogyoród                 | ITF W25   | Sand  | Luisa Meyer auf der Heide | 6:0, 6:0         |
| 6.  | 28. August 2022    | Braunschweig             | ITF W25   | Sand  | Noma Noha Akugue          | 6:3, 6:1         |
| 7.  | 18. September 2022 | Pula                     | ITF W25   | Sand  | Jessica Piere             | 6:4, 2:0 Aufgabe |
| 8.  | 23. Oktober 2022   | Pula                     | ITF W25   | Sand  | Ylena In-Albon            | 6:0, 6:1         |
| 9.  | 12. März 2023      | Bengaluru                | ITF W40   | Hart  | Ankita Raina              | 0:6, 6:4, 6:0    |
| 10. | 6. August 2023     | Hechingen                | ITF W60   | Sand  | Živa Falkner              | 6:3, 6:1         |
| 11. | 13. August 2023    | Leipzig                  | ITF W25   | Sand  | Darja Astachowa           | 6:3, 6:3         |
| 12. | 3. September 2023  | Oldenzaal                | ITF W40   | Sand  | Anouk Koevermans          | 7:5, 6:2         |
| 13. | 29. Oktober 2023   | Santa Margherita di Pula | ITF W25   | Sand  | Guillermina Naya          | 6:4, 6:3         |
| 14. | 12. November 2023  | Iraklio                  | ITF W40   | Sand  | Jekaterina Makarowa       | 6:1, 6:3         |
| 15. | 25. November 2023  | Guadalajara              | ITF W40   | Sand  | Walerija Strachowa        | 6:1, 6:3         |

### Doppel
| Nr. | Datum         | Turnier  | Kategorie | Belag | Partnerin      | Finalgegnerinnen                  | Ergebnis |
| --- | ------------- | -------- | --------- | ----- | -------------- | --------------------------------- | -------- |
| 1.  | 25. Juni 2022 | Klosters | ITF W25   | Sand  | Miriam Bulgaru | Tayisiya Morderger Yana Morderger | 6:0, 6:1 |

## Karrierestatistik und Turnierbilanz

### Dameneinzel
Die letzte Aktualisierung erfolgte nach dem ITF-Turnier in Trnava 2025.
| Turnier                      | 2021      | 2022      | 2023      | 2024      | 2025      | T / T      | S/N        | Sieg%      |
| ---------------------------- | --------- | --------- | --------- | --------- | --------- | ---------- | ---------- | ---------- |
| Australian Open              | –         | –         | 1         | 2         | Q3        | 0 / 2      | 1:2        | 33 %       |
| French Open                  | –         | –         | 1         | Q2        | –         | 0 / 1      | 0:1        | 0 %        |
| Wimbledon                    | –         | –         | Q3        | 2         |           | 0 / 1      | 1:1        | 50 %       |
| US Open                      | –         | –         | Q1        | 1         |           | 0 / 1      | 0:1        | 0 %        |
| Miami                        | –         | –         | 1         | 2         | –         | 0 / 2      | 1:2        | 33 %       |
| Madrid                       | –         | –         | 1         | 1         | –         | 0 / 2      | 0:2        | 0 %        |
| Rom                          | –         | –         | –         | 2         | –         | 0 / 1      | 1:1        | 50 %       |
| Statistik                    | Statistik | Statistik | Statistik | Statistik | Statistik | S/N        | S/N        | Sieg%      |
| Turnierteilnahmen            | 1         | 16        | 16        | 12        | 3         | Gesamt: 48 | Gesamt: 48 | Gesamt: 48 |
| Erreichte Finals             | 0         | 8         | 7         | 0         | 0         | Gesamt: 15 | Gesamt: 15 | Gesamt: 15 |
| Gewonnene Titel              | 0         | 8         | 7         | 0         | 0         | Gesamt: 15 | Gesamt: 15 | Gesamt: 15 |
| Hartplatz-Siege/-Niederlagen | 1:1       | 15:2      | 8:4       | 8:5       | 2:3       | 34:15      | 34:15      | 69 %       |
| Sand-Siege/-Niederlagen      | 0:0       | 36:7      | 39:4      | 6:5       | 0:0       | 81:16      | 81:16      | 84 %       |
| Rasen-Siege/-Niederlagen     | 0:0       | 0:0       | 2:1       | 1:1       | 0:0       | 3:2        | 3:2        | 60 %       |
| Teppich-Siege/-Niederlagen   | 0:0       | 0:0       | 0:0       | 0:1       | 0:0       | 0:1        | 0:1        | 0 %        |
| Gesamt-Siege/-Niederlagen    | 1:1       | 51:9      | 49:9      | 15:12     | 2:3       | 118:34     | 118:34     | 78 %       |
| Sieg%                        | 50 %      | 85 %      | 84 %      | 56 %      | 40 %      | Gesamt:    | Gesamt:    | 78 %       |
| Jahresendposition            | –         | 139       | 133       | 163       |           | N/A        | N/A        | N/A        |

Zeichenerklärung: S = Turniersieg; F, HF, VF, AF = Einzug ins Finale / Halbfinale / Viertelfinale / Achtelfinale; 1, 2, 3 = Ausscheiden in der 1. / 2. / 3. Hauptrunde; RR = Round Robin (Gruppenphase); n. a. = nicht ausgetragen; a. K. = andere Kategorie; PO (Play-off) = Auf- und Abstiegsrunde im Fed Cup; K1, K2, K3 = Teilnahme in der Kontinentalgruppe I, II, III im Billie Jean King Cup.
Anmerkung: Diese Statistik berücksichtigt alle Ergebnisse im Einzel bei ITF- und WTA-Turnieren. Als Quelle dient die ITF-Seite der Spielerin. Dargestellt sind nur WTA-Turniere der Kategorie 1000 (seit 2021).

### Juniorinneneinzel
| Turnier         | 2020 | 2021 | 2022 | Karriere |
| --------------- | ---- | ---- | ---- | -------- |
| Australian Open | —    |      | —    | —        |
| French Open     | 1    | —    | 1    | 1        |
| Wimbledon       |      | —    | —    | —        |
| US Open         |      | —    | —    | —        |

Zeichenerklärung: S = Turniersieg; F, HF, VF, AF = Einzug ins Finale / Halbfinale / Viertelfinale / Achtelfinale; 1, 2, 3 = Ausscheiden in der 1. / 2. / 3. Hauptrunde; nicht ausgetragen

### Juniorinnendoppel
| Turnier         | 2020 | 2021 | Karriere |
| --------------- | ---- | ---- | -------- |
| Australian Open | —    |      | —        |
| French Open     | 1    | —    | 1        |
| Wimbledon       |      | —    | —        |
| US Open         |      | VF   | VF       |